# Entephria lagganata
Entephria lagganata är en fjärilsart som beskrevs av Taylor 1907. Entephria lagganata ingår i släktet Entephria och familjen mätare. Inga underarter finns listade i Catalogue of Life.